# فرودگاه شهری دره مدیسون (کنتاکی)
فرودگاه شهری دره مدیسون (کنتاکی) (به انگلیسی: Madisonville Municipal Airport (Kentucky)) یک فرودگاه همگانی بهره‌برداری هوایی است که یک باند فرود آسفالت دارد و طول باند آن ۱۸۴۴ متر است. این فرودگاه در کشور ایالات متحده آمریکا قرار دارد و در ارتفاع ۱۳۴ متری از سطح دریا واقع شده است.